# Xiguantun Muguzu Manzuxiang (sockenhuvudort i Kina, Liaoning Sheng, lat 42,57, long 123,17)
Xiguantun Muguzu Manzuxiang (kinesiska: 西关屯, 西关屯蒙古族满族乡) är en sockenhuvudort i Kina. Den ligger i provinsen Liaoning, i den nordöstra delen av landet, omkring 88 kilometer norr om provinshuvudstaden Shenyang. Antalet invånare är 14 914. Befolkningen består av 7 308 kvinnor och 7 606 män. Barn under 15 år utgör 14,0 %, vuxna 15-64 år 76 %, och äldre över 65 år 8,0 %.
Runt Xiguantun Muguzu Manzuxiang är det ganska tätbefolkat, med 179 invånare per kvadratkilometer. Närmaste större samhälle är Dongguantun, 19,9 km nordost om Xiguantun Muguzu Manzuxiang. Trakten runt Xiguantun Muguzu Manzuxiang består till största delen av jordbruksmark.
Genomsnittlig årsnederbörd är 980 millimeter. Den regnigaste månaden är juli, med i genomsnitt 191 mm nederbörd, och den torraste är januari, med 8 mm nederbörd.